# Cem escolas de pensamento
As cem escolas de pensamento  (em língua chinesa: 諸子百家; em pinyin: zhūzǐ bǎijiā) foram escolas de pensamento que floresceram do século VI a 221 a.C., durante o Período das Primaveras e Outonos e o Período dos Estados Combatentes da China antiga. Foi uma era de grande expansão intelectual na China e, ao mesmo tempo, de grande caos e muitas batalhas sangrentas. 
É considerada a Era de Ouro da filosofia chinesa, pois, nela, uma vasta gama de ideias foi discutida livremente. Esse fenômeno foi conhecido como contenda das cem escolas de pensamento (百家爭鳴/百家争鸣; bǎijiā zhēngmíng; pai-chia cheng-ming). As ideias discutidas durante esse período viriam a ter profunda influência no estilo de vida e na consciência coletiva dos países do Leste da Ásia e da diáspora desta até os dias de hoje. A vida intelectual da época era caracterizada por acadêmicos itinerantes que eram contratados pelos governantes dos vários estados chineses como conselheiros em temas como governo, guerra e diplomacia. O período terminou com a ascensão da dinastia Qin e a queima de livros e sepultura de intelectuais.

## Escolas listadas noShiji
Uma tradicional fonte para o estudo dessa época é o Shiji, ou Registros do Historiador, de Sima Qian. A seção autobiográfica do Shiji, Taishigong Zixu (太史公自序), descreve as seguintes escolas filosóficasː

### Confucionismo
O confucionismo (儒家; Rújiā; Ju-chia; "Escola de acadêmicos") foi a corrente de pensamento que viria a ter a maior influência na vida chinesa. Seu legado escrito se baseia nos textos clássicos chineses, que se tornariam a base da sociedade tradicional chinesa. Confúcio (551–479 a.C.) olhou para trás, para os primeiros dias da dinastia Zhou, em busca de um ideal de ordem político-social. Ele acreditava que um efetivo sistema de governo precisava de prescrever as relações sociais de cada indivíduoː "deixe o governante ser o governante e o governado ser o governado". Confúcio acreditava que o governante, para governar adequadamente, precisava de ser virtuoso. O governo e as classes sociais eram realidades da vida, e deveriam ser sustentados por valores éticos. O ideal humano era o junzi, o "homem superior".

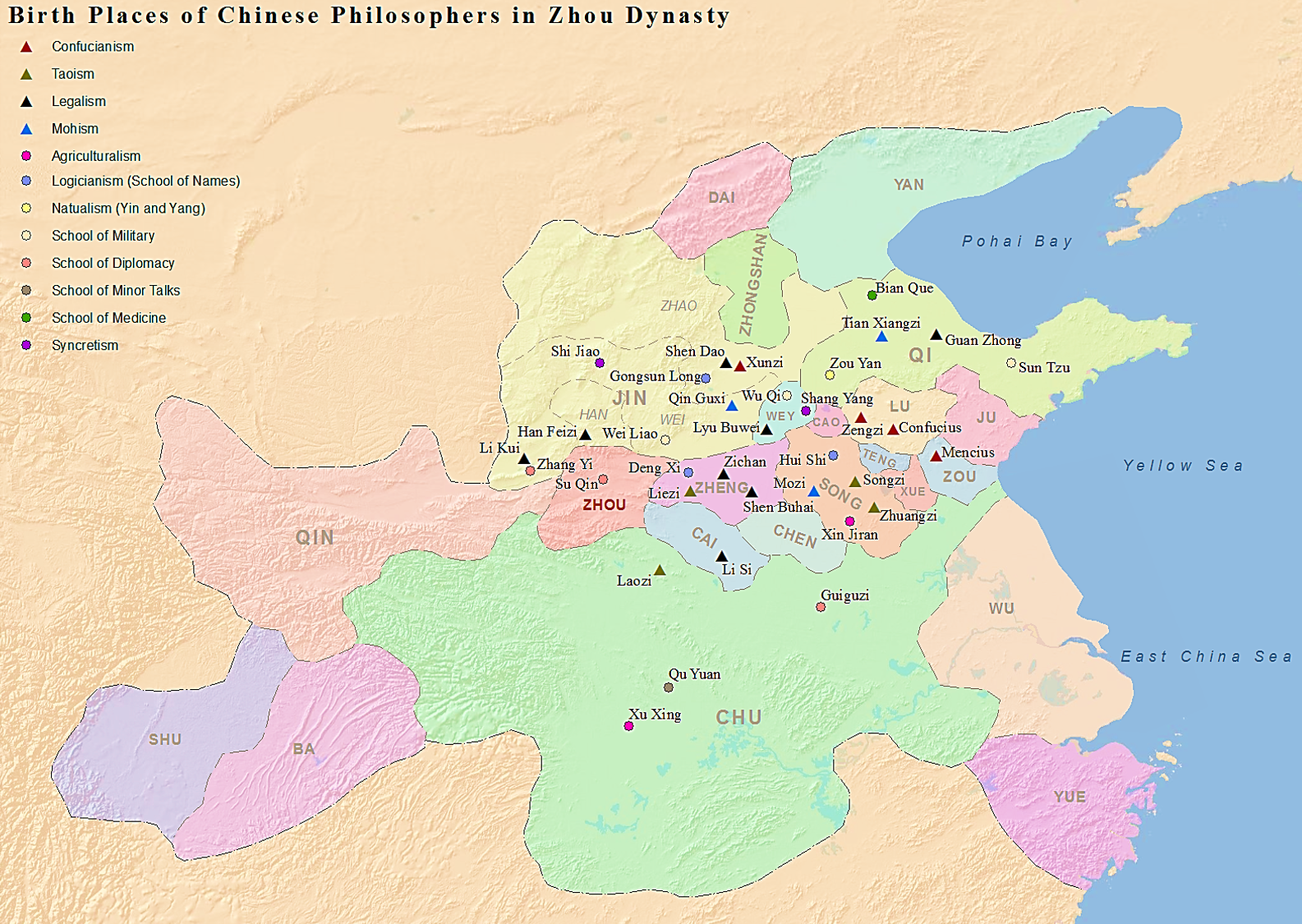
Lugares de nascimento de filósofos notáveis do período das cem escolas de pensamento, durante a dinastia Zhou.

Mêncio (371–289 a.C.) formulou seus ensinamentos diretamente em resposta a Confúcio.
O efeito do trabalho combinado de Confúcio, codificador e intérprete de um sistema de relações sociais baseado no comportamento ético, e de Mêncio, sintetizador e desenvolvedor do pensamento confuciano aplicado, deu, à sociedade tradicional chinesa, uma estrutura compreensível capaz de ordenar virtualmente todos os aspectos da vida. 
Foram feitos muitos acréscimos ao pensamento de Confúcio ao longo da história, tanto por pensadores confucianos quanto por pensadores não confucianos. Isso conferiu, ao confucionismo, capacidade de se adaptar aos novos momentos históricos.
Diametralmente oposto ao pensamento de Mêncio quanto à natureza humana (性), estava Xunzi (c. 300–237 a.C.), outro seguidor de Confúcio. Xunzi pregava que o ser humano não era bom de modo inato, mas que se tornava bom através do treinamento de seus desejos e de sua conduta.

### Legalismo
A doutrina da escola da lei ou legalismo (法家; Fǎjiā; Fa-chia; "escola da lei") foi formulada por Li Kui, Shang Yang (morto em 338 a.C.), Han Fei (morto em 233 a.C.) e Lǐ Sī (morto em 208 a.C.). Ela pregava que a natureza humana era incorrigivelmente egoísta, e que a única forma de preservar a ordem social era impor disciplina a partir de cima, com o estrito cumprimento das leis. Os legalistas exaltavam o estado acima de tudo, e almejavam mais a prosperidade e o poder militar deste do que o bem-estar dos cidadãos. 
O legalismo influenciou grandemente a base filosófica do regime imperial chinês. Durante a dinastia Han, os elementos mais práticos do confucionismo e do legalismo formaram uma espécie de síntese, criando uma forma de governo que perduraria até o final do século XIX.

### Taoismo
O taoismo filosófico (道家; Dàojiā; Tao-chia; "escola do caminho") se tornou a segunda corrente mais importante do pensamento chinês. Sua formulação é atribuída ao lendário sábio Lao Zi ("Velho Mestre"), que teria precedido Confúcio e Chuang-Tzu (369–286 a.C.). O foco do taoismo é mais no indivíduo como parte da natureza do que no indivíduo como parte da sociedade. Segundo o taoismo, o sentido da vida estaria no ajustamento do ser humano ao ritmo do mundo natural (e sobrenatural), seguindo o caminho do universo (tao) e buscando a harmonia. Por ser de certa forma o oposto da rígida moral confuciana, o taoismo foi adotado por muitos como uma compensação a suas disciplinadas vidas diárias. Um acadêmico trabalhando no governo usualmente seguiria os ensinamentos de Confúcio, mas, nos momentos de descanso ou na aposentadoria, procuraria a harmonia com a natureza vivendo como um eremita taoista. Politicamente, o taoismo defende o governo através da inação, evitando interferência excessiva.

### Moísmo
O moísmo (墨家; Mòjiā; Mo-chia; "escola de Mo") foi desenvolvido por seguidores de Mozi (470–c.391 a.C.). Embora a escola não tenha sobrevivido à dinastia Qin, o moísmo foi visto como o maior rival do confucionismo durante o período das cem escolas de pensamento. Sua filosofia se baseava na ideia do cuidado imparcial (em chinês: 兼愛; em pinyin: Jian Ai; literalmente: "amor/cuidado inclusivo"). Mozi acreditava que "todos são iguais igual diante do Céu", e que as pessoas deveriam imitar o Céu se engajando na prática do amor coletivo. Isso costuma ser traduzido como "amor universal", o que leva a um equívoco quanto à interpretação do pensamento do Mozi, pois Mozi acreditava que o maior problema ético humano era um excesso de parcialidade na compaixão, e não um défice de compaixão. Seu objetivo era reavaliar comportamentos, e não emoções ou atitudes. Sua epistemologia pode ser encarada como empirismo materialista primitivo; ele acreditava que a cognição humana deveria se basear nas próprias percepções do indivíduo, ou seja, nas suas próprias percepções sensoriais, como visão e audição, e não na sua imaginação ou lógica interna, que são elementos fundados na capacidade humana de abstração. 
Mozi pregava frugalidade, e condenava a ênfase confuciana em ritual e música, que ele considerava extravagante. Ele via o excesso de guerra como inútil, e pregava o pacifismo ou, pelo menos, a construção de fortificações defensivas. Sua filosofia política se assemelhava à monarquia de direito divinoː a população deveria sempre obedecer a seus líderes, e estes deveriam sempre obedecer à vontade do Céu. Pode-se considerar que o moísmo tinha elementos de meritocraciaː Mozi dizia que os governantes deveriam escolher seus funcionários mais pelas suas habilidades do que por suas famílias. Embora a crença popular no moísmo tenha declinado no fim da dinastia Qin, suas ideias influenciaram bastante o legalismo.

### Escola doyin-yang
A escola dos naturalistas ou do yin-yang (陰陽家/阴阳家; Yīnyángjiā; Yin-yang-chia; "escola do Yin-Yang") foi uma filosofia que sintetizou os conceitos de Yin Yang e Wu Xing. Zou Yan é considerado o fundador da escola. Sua filosofia tentou explicar o universo em termos de forças básicas na naturezaː os agentes complementares yin (escuro, frio, feminino, negativo) e yang (luminoso, quente, masculino, positivo) e os cinco elementos ou cinco fases (água, fogo, madeira, metal e terra). Inicialmente, a teoria era mais associada aos estados de Yan e Qi. A escola foi absorvida pela alquimia taoista e pela medicina tradicional chinesa. Os mais antigos registros da escola que permanecem são os textos Ma Wang Dui e o Huang Di Nei Jing. 

### Lógicos
A escola dos nomes ou lógicos (名家; Míngjiā; Ming-chia; "escola dos nomes") surgiu a partir do moísmo. Sua filosofia focava em definição e lógica. Diz-se que tinha paralelos com a escola sofística da Grécia Antiga e com a dialética. O seu representante mais famoso foi Gongsun Long.

## Escolas listadas noHanshu
Em adição às seis grandes escolas filosóficas do período listadas acima, o Yiwenzhi (Tratado de Literatura) do Hanshu (Livro de Han) acrescenta mais quatro, formando as Dez Escolas (十家; Shijia).

### Escola da diplomacia
A escola da diplomacia ou escola das [alianças] verticais e horizontais (縱橫家/纵横家; Zonghengjia) se especializou em políticadiplomática; Zhang Yi e Su Qin foram pensadores representativos da escola. A escola focou em assuntos práticos ao invés de qualquer princípio moral. Ela enfatizou táticas políticas e diplomáticas, debate e lobismo. Os acadêmicos da escola eram bons oradores, debatedores e táticos.

### Agriculturalistas
O agriculturalismo (農家/农家; Nongjia) foi uma antiga filosofia agrária, social e política que pregou o comunalismo utópico camponês e o igualitarismo. Sua filosofia se fundava na noção de que a sociedade humana se originou com o desenvolvimento da agricultura, e de que as sociedades se baseiam na "propensão natural das pessoas em cultivar a terra".
Os agriculturistas acreditavam que o governo ideal, baseado no governo semimítico de Shennong, é liderado por um rei benevolente, que lavra a terra junto com as pessoas. O rei agriculturalista não é pago pelo governoː ele sobrevive da terra que cultiva. Ao contrário dos confucianos, os agriculturalistas não acreditavam na divisão do trabalhoː eles acreditavam que as políticas econômicas deveriam se basear numa autossuficiência igualitária. Eles apoiavam a fixação de preços, pela qual todos os produtos similares, não importando a diferença de qualidade ou demanda, deveriam ter exatamente o mesmo preço inalterável.
Por exemploː Mêncio, uma vez, criticou o agriculturalista Xu Xing por este defender que os governantes deveriam trabalhar no campo junto com seus súditos. Cita-se que um dos estudantes de Xu criticou o duque de Teng numa conversa com Mêncio, dizendoː "um governante digno se alimenta arando lado a lado com as pessoas, comendo os alimentos que ele mesmo prepara. Teng, ao contrário, possui celeiros e riquezas, sobrevivendo através da opressão do povo".   

### Sincretismo
O sincretismo, ou escola da miscelânea (雜家/杂家; Zajia), integrou ensinamentos de diferentes escolas; por exemplo, Lü Buwei reuniu acadêmicos de diferentes escolas para que estes escrevessem cooperativamente o livro Lüshi Chunqiu. A escola tentou integrar o mérito de diferentes escolas, evitando seus defeitos. O Shizi (c. 300 a.C.) é a mais antiga referência textual da escola sincrética.

### Escola das "conversas menores"
A escola das "conversas menores" (小說家/小说家; Xiaoshuojia; "escola das conversas menores") não era uma escola única de pensamento. Na época, havia funcionários do governo responsáveis por coletar ideias de pessoas não famosas na rua e as relatar a seu superior. Essas ideias originaram a escola. 

## Escolas não listadas
Estas escolas não foram listadas no Hanshu mas tiveram considerável influênciaː

### Escola dos militares
A escola dos militares (兵家; Bingjia) discutia filosofia da guerra. Sun Tzu (A Arte da Guerra) e Sun Pin foram importantes representantes da escola. Suas teorias viriam a influenciar todo o leste da Ásia. 

### Yanguismo
O yanguismo é uma forma de "egoísmo ético" fundada por Yang Zhu. Chegou a possuir uma ampla distribuição, mas se reduziu à obscuridade antes da dinastia Han. Devido a seu foco no individualismo, viria a influenciar muitas gerações de taoistas. 

### Escola das habilidades médicas
A escola das habilidades médicas (方技家; Fangjijia) se dedicou à saúde e à medicina. Bian Que e Qibo foram seus principais representantes. Seus dois textos mais famosos são o Huangdi Neijing e o Shanghan Lun. 

## História
O Yiwenzhi do Hanshu relata que os funcionários que trabalhavam para o governo no início da dinastia Zhou perderam suas posições quando a autoridade dos governantes Zhous começou a declinar no período Zhou Oriental. Dessa forma, esses funcionários se espalharam por toda a China e passaram a trabalhar como professores particulares. Essa teria sido a origem das "cem escolas de pensamento". Por exemploː a escola dos acadêmicos (confucianos) teria nascido dos funcionários do ministério da educação; os taoistas teriam se originado dos historiadores; a escola do yin-yang teria se originado dos astrônomos; a escola legalista teria se originado do ministério da justiça; a escola dos nomes, do ministério dos rituais; a escola moísta, dos guardiães do templo; a escola da diplomacia, do ministério das embaixadas; a escola da miscelânea, dos conselheiros governamentais; a escola da agricultura, do ministério do solo e do trigo; a escola das conversas menores, dos funcionários menores. Embora os detalhes sejam obscuros, esse período de livre pensamento teve seu fim com a queima de livros e sepultamento de acadêmicos durante a dinastia Qin.
Deve ser salientado que apenas os ru (confucianos) e moístas eram reais escolas com mestres e discípulos durante esse período. Todas as outras escolas foram inventadas posteriormente para descrever grupos de textos que apresentavam ideias semelhantes. Nunca houve, por exemplo, um grupo organizado de pessoas que se autodescrevesse como legalistas, e o termo "taoistas" só foi cunhado durante a dinastia Han do Leste, depois que o movimento Huang-Lao triunfou na dinastia Han do Oeste.   